# Tlatoani

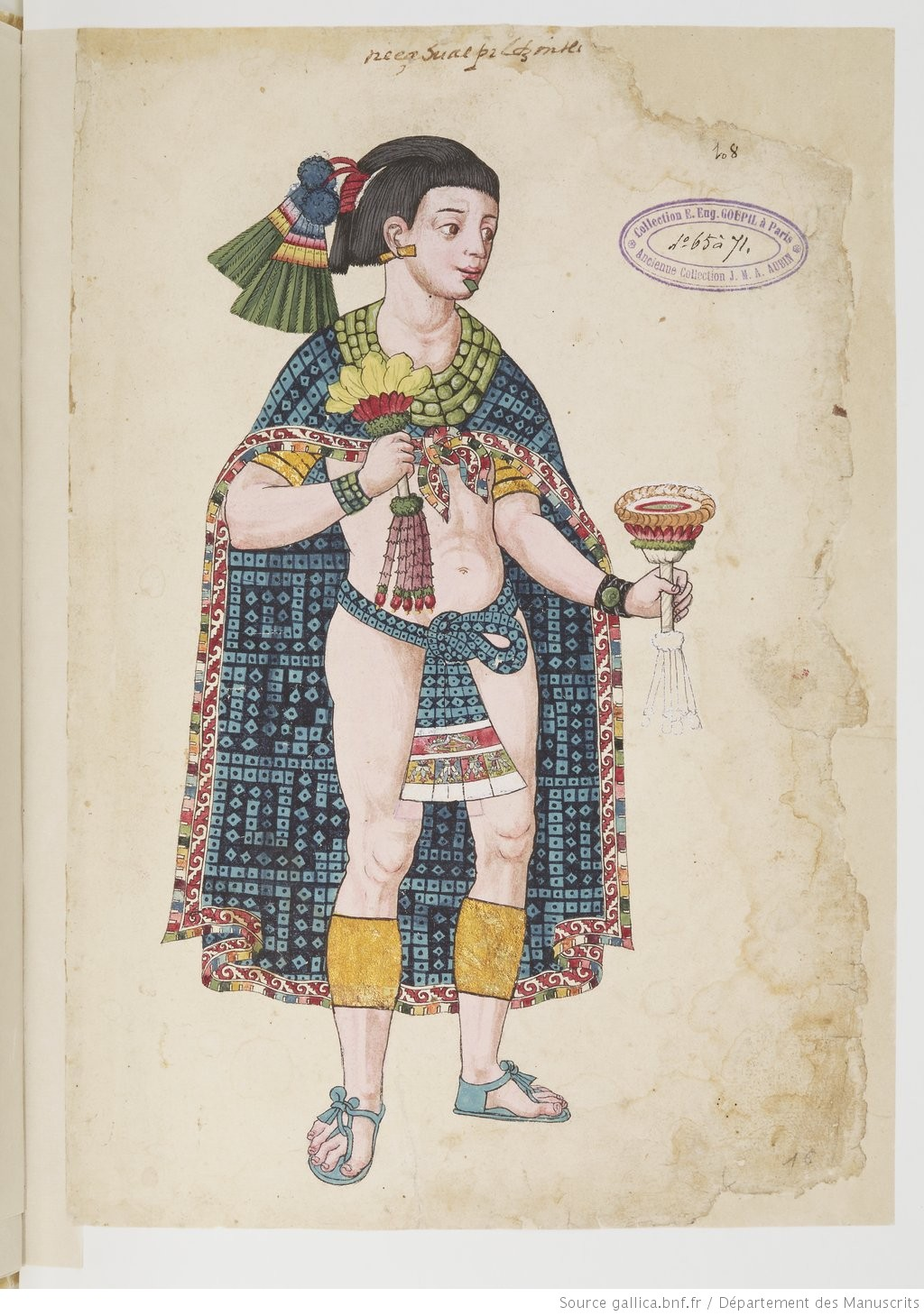
Texcocos tlatoani Nezahualpilli avbildad på 1700-talet

Tlatoani (pluralis tlatoque) var en benämning av härskare av nahuatltalande stadsstater. Titeln är nahuatl och betyder "talare". I en stadsstat var tlatoani den högsta möjliga makthavaren, som ägde allt land, tog emot tribut och ledde armén. Den näst högsta var stadens högsta domare cihuacoatl. Utnämningen till tlatoani var för livet och för att vara behörig behövde man vara av adlig härkomst, utbildad på en elitskola och en erfaren soldat. Oftast gick titeln från fadern till sonen eller yngre bror men tlatoani kunde också väljas av en kongress av statens äldste.
Alliansen mellan Tenochtitlán, Texcoco och Tlacopán hade en gemensam tlatoani vars titel var huey tlatoani ("stora talare").